# Amaya Alonso
Amaya Alonso (Valladolid, 12 de enero de 1989) es una deportista española que compitió en natación adaptada. Participó en los Juegos Paralímpicos de Pekín 2008 y Londres 2012.

## Biografía
Nacida en 1989 en Valladolid, actualmente pertenece al C.N. Gimnasio Valladolid. Empezó con la natación a los cinco años en un campeonato infantil. Prácticamente no tiene visión en su ojo derecho y solo alrededor del 10% en el izquierdo.
En 2005, cuando Alonso tenía 16 años, perteneció al Club El Refugio de Huerta del Rey. En ese momento empezó a especializarse en los 200 metros libres. Ese mismo año, compitió en el Campeonato de España, finalizando con un tiempo lo suficientemente alto para clasificarse para una competición en Colorado Springs. En el año 2007 ganó una medalla de oro en los Juegos Mundiales de IBSA 2007, celebrados en São Paulo (Brasil). Compitió en los Juegos Paralímpicos de 2008, finalizando octava en los 200 metros libres.
En 2009, Alonso compitió en el Campeonato Interautonomico de Primavera para Ciegos y Deficientes Visuales en donde batió la plusmarca de los 400 metros libres, rebajando en dos segundos el récord. Por tanto, quedó clasificada para el Campeonato del Mundo de Piscina Corta que se celebró en Río de Janeiro (Brasil) en diciembre de 2009. Compitió ese mismo año en el Open de Alemania que se celebró en Berlín. 
En 2011 compite en el Campeonato Nacional de Natación Adaptada. Ese mismo año compite en el Campeonato Europeo de Natación Adaptada, en Berlín, donde  ganó una medalla de bronce y quedó clasificada para la final de los 100 metros mariposa (S12), evento en el que se clasificó en octava posición. En ese mismo campeonato, finalizó en quinta posición en los 100 metros mariposa con una marca de 4:57.41. En junio de 2012 participó en el I Open de Castilla y León de Natación Adaptada, que servía como evento de clasificación para los Juegos Paralímpicos de Londres. Antes del Open, no obstante, se había clasificado ya previamente para los Juegos en las competiciones de los 400 metros libres, 100 metros mariposa, 100 metros libres, 100 metros espalda y los 200 metros estilos. En dicha competición se alzó con los títulos de los 50 metros y los 100 metros espalda. En los 50 metros espalda estuvo a punto de superar el récord de España, aunque finalmente su crono fue de 36,36, mientras que el récord estaba en 35. 
En los Juegos Paralímpicos de 2012 finalizó quinta en la final de los 200 metros libres con una marca de 2:38.78. Con tres españolas compitiendo en dicha final, Alonso realizó el mejor final y quedó como la primera española. Fue una de los doce nadadores de visión adaptada compitiendo en esos Juegos. Antes de acudir a los Juegos de Londres, participó en una Equipo de Entrenamiento de Nadadores de Visión Adaptada en el Centro de Alto Rendimiento de San Cugat del Vallés (Barcelona) del 6 al 23 de agosto para la preparación de la cita olímpica.

## Campeonatos
Participó en los siguientes campeonatos y competiciones:
- Juegos Paralímpicos de Londres 2012
- Juegos Paralímpicos de Pekín 2008
- I Open de Castilla y León de Natación Adaptada, 2012.
- Campeonato Europeo, Berlín, 2011.
- Campeonato Nacional, 2011.
- Campeonato Mundial, Eindhoven (Holanda) 2010.
- Campeonato Mundial de Piscina Corta, Río de Janeiro (Brasil) 2009.
- Campeonato Europeo, Reikjavik (Islandia) 2009.
- Open de Alemania (Campeonato Europeo), Berlín, 2009.
- Campeonato Interautonomico de Primavera, 2009.
- Juegos Mundiales de IBSA, São Paulo (Brasil) 2007.
- Campeonato Mundial, Durban, (Sudáfrica) 2006.
- Colorado Springs (EE. UU.) 2005.
- Campeonato de España, 2005.